# Artista del Poble de l'URSS (arts escèniques)
Artista del Poble de l'URSS (en rus Народный артист СССР; transliterat Narodni artist SSSR) és una condecoració soviètica concedida, a partir de 1936, als artistes escènics més rellevants en el terreny teatral, cinematogràfic, musical, del circ, de la ràdio i de la televisió. Va ser aprovada mitjançant una Resolució del Comitè Executiu Central de l'URSS el 13 de gener de 1937. Era el títol més alt del país en el camp de la música i les arts escèniques.
Només podia ser concedit per la Presidència del Soviet Suprem de l'URSS, i la seva atribució era feta en representació del Ministeri de Cultura de l'URSS, el Comitè Estatal de Cinematografia de l'URSS, el Comitè Estatal de l'URSS a la Televisió i a la Ràdio, la Junta Directiva del Sindicat de Fotògrafs de l'URSS i del dels Compositors Soviètics. Als nomenats «Artistes del Poble de l'URSS» se'ls concedia el diploma de la Presidència del Soviet Suprem, així com la insígnia i el certificat corresponents.
La insígnia penja a la dreta del pit, i s'instal·la pel damunt de la resta de títols i ordes, al costat de la insígnia d'Heroi de la Unió Soviètica.

## Artistes del Poble de l'URSS
El títol d'Artista del Poble de l'URSS va ser atorgat en 1.007 ocasions. Els primers honorats amb el títol van ser:
- Konstantín Stanislavski (teatre)
- Vladímir Nemiróvitx-Dàntxenko (teatre)
- Vassili Katxàlov (teatre)
- Ivan Moskvín (teatre)
- Iekaterina Kortxàguina-Aleksandróvskaia (teatre)
- Maria Blumenthal-Tamàrina (teatre)
- Antonina Nejdànova (òpera)
- Borís Sxukin (cinema)
- Maria Litvinenko-Wohlgemuth (òpera)
- Panas Saksahanski (teatre)
- Akaki Vasadze (teatre)
- Akaki Khorava (teatre/cinema)
- Kuliaix Baiseïtova (òpera)

Mentre que els darrers van ser concedits el desembre del 1991:
- Al·la Pugatxova (música)
- Oleg Iankovski (teatre/cinema)
- Sófia Piliàvskaia (teatre/cinema)

Igual que succeeix en altres premis i guardons, com pot ser el Premi Nobel, la selecció per al títol d'Artista de la Unió Soviètica va ser difícil, entre altres motius per la censura. Per exemple, el cineasta soviètic Serguei Eisenstein, encara que les seves obres van ser molt apreciades dins i fora de la Unió Soviètica, mai no va rebre el títol. Tampoc el va rebre Serguei Prokófiev, tot i ser el major compositor rus del segle xx, o els populars actors Andrei Mirónov, Serguei Filíppov, Leonid Bíkov o Leonid Kuravliov. El popular cineasta Leonid Gaidai només en va rebre un a finals dels anys 80. A vegades, el títol s'atorgà per motius d'edat i no pels seus mèrits, els quals podrien haver estat avaluats molt abans; i així trobem casos com el del compositor Stanislav Liudkèvitx, que rebé el títol com un regal pel seu 90è aniversari.
El nomenament del títol d'Artistes del Poble formava part de la propaganda soviètica i feia èmfasi en el caràcter multinacional de l'art soviètic; així, es concedia a representants de les diverses repúbliques de la Unió. Contràriament als mèrits de l'adjudicació, el títol es concedí a molts artistes de l'òpera i el ballet de l'Àsia central poc –o gens– coneguts fora de les seves pròpies repúbliques.

## Disseny
Està fabricada en tombac daurat, i té una forma quadrangular amb les puntes retorçades. Fa 22,5 mm per 23,5 mm.
A la part central hi ha la inscripció «Народный артист СССР» («Artista del Poble de l'URSS»), amb la falç i el martell a sota. Tot és en relleu, i les lletres són convexes.
Penja d'un galó de seda vermell, de 18 mm per 21 mm. La cinta s'uneix a la medalla amb un passador adornat amb branques de llorer.